# سیارک ۲۴۲۸۹
سیارک ۲۴۲۸۹ (به انگلیسی: 24289 Anthonypalma، نامگذاری:1999XO190) بیست و چهار هزار و دویست و هشتاد و نهمین سیارک کشف شده‌است که در ۱۲ دسامبر ۱۹۹۹ کشف شد.
قدر مطلق سیارک برابر ۱۵.۵ است.